# 핸드볼 분데스리가
핸드볼-분데스리가(독일어: Handball-Bundesliga)는 1965년 시작한 독일의 1부 프로 핸드볼 리그이다. 18팀이 참가하며 1977년부터 단일 리그로 운영하고 있다.

## 시즌

### 정규시즌
- 각 팀당 2번씩(홈 앤드 어웨이) 34라운드를 치른다.

### 승강제
- 16~18위팀은 강등. 2부리그 1~3위팀은 승격.

### EHF 챔피언스리그
- 1,2위팀 - EHF 챔피언스리그 출전권
- 3위팀 - EHF 챔피언스리그 출전기회
- 4,5위팀 - EHF 컵 출전권